# Równina Parczewska
Równina Parczewska (845.13) – mezoregion fizycznogeograficzny we wschodniej Polsce, zachodnia część Polesia Podlaskiego położona między Zaklęsłością Łomaską a Sosnowicką.
Region jest równiną, charakteryzującą się naprzemianległymi wzniesieniami z gliny zwałowej, otoczonymi piaszczystymi równinami akumulacji wodnej. Przemienne występowanie płaskich wzniesień, zbudowanych z gliny morenowej, i piaszczystych obniżeń różni ten region od sąsiednich, zdecydowanie piaszczystych lub gliniastych. 
Przez Równinę Parczewską przebiega środkowy odcinek Kanału Wieprz-Krzna. Najważniejszą miejscowością (od której pochodzi nazwa regionu) jest miasto Parczew.